# Mr. Long (Film)
Mr. Long (龍先生) ist ein japanischer Film aus dem Jahr 2017. Regie führte Hiroyuki Tanaka (bekannt unter dem Namen Sabu).

## Inhalt
Der Taiwaner Long ist Mitglied der dortigen Mafia und wird für einen Mordauftrag nach Japan geschickt, wenngleich er doch kein Wort Japanisch spricht. Obwohl sein Auftrag scheitert, kann er den Häschern schwer verletzt entkommen, da Kenji diese im entscheidenden Moment durch sein Erscheinen ablenkt. Kenji fordert die Killer auf, ihm seine Ehefrau zurückzugeben, die sich im weiteren Verlauf der Handlung als Lily herausstellt.
Long erreicht mit Müh und Not eine heruntergekommene Siedlung am Rande der Stadt und zieht sich mit seinen Verletzungen in ein verlassenes Haus zurück. Der Junge Jun entdeckt ihn dort und bringt ihm zunächst das überlebensnotwendige Wasser, dann Verbandszeug und Medikamente. Schließlich wirft er ihm auch noch ein paar Kleider und Gemüse aus Nachbars Garten vor die Füße. Long beginnt sich in dem abgewirtschafteten Ambiente häuslich einzurichten. Sein zentrales Werkzeug ist das Messer, mit dem er nun die von Jun angeschleppten Zutaten in leckere Suppen verwandelt.

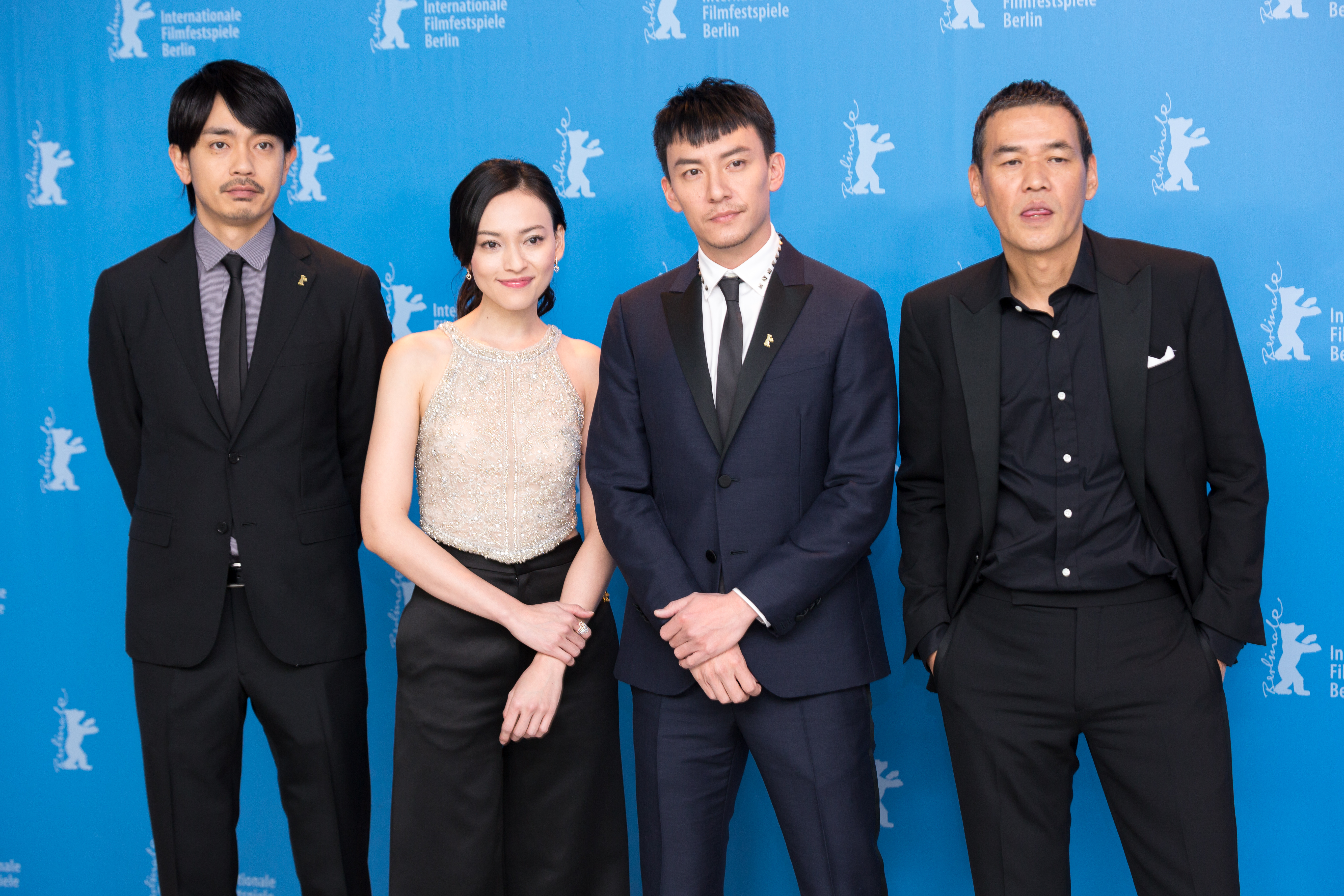
Die Schauspieler Shô Aoyagi, Yao Yiti, Chen Chang und der Regisseur Sabu, das Film Team von Mr. Long auf der Berlinale 2017

Auch Juns Mutter Lily hat schon viel durchmachen müssen und wurde heroinabhängig. Als Long sie über Jun näher kennenlernt, zwingt er sie mit rabiaten Methoden zum kalten Entzug. Mit Hilfe vieler Nachbarn, die über die Kochkünste von Long geradezu entzückt sind, kann sich dieser ein einfaches bürgerliches Leben aufbauen und verkauft taiwanische Nudelsuppe vor dem Tempel. Doch dann holt ihn die Vergangenheit wieder ein...

## Kritik
„Was Sabus Film von seinen westlichen Verwandten unterscheidet, sind zunächst die Genrebrüche: »Mr. Long« beginnt als glamourös fotografiertes blutiges Nachtstück in den Hochhaussschluchten von Taipeh und Tokio, um dann in den bedächtigen Realismus des Arthouse-Kinos hinüberzublenden.“